# Ericaella samiria
Ericaella samiria is een spinnensoort uit de familie van de Cheiracanthiidae.
De wetenschappelijke naam van de soort werd in 1994 gepubliceerd door Bonaldo.